# Vanessa Gilles
Vanessa Gilles (født 11. marts 1996) er en kvindelig canadisk fodboldspiller, der spiller som forsvar for franske Girondins de Bordeaux i Division 1 Féminine og Canadas kvindefodboldlandshold, siden 2019.
Hun skiftede i juni 2018, til franske Girondins de Bordeaux
Selvom Gilles er født i Quebec, debuterede i November 2018 på Frankrigs U/23-kvindefodboldlandshold, da hendes far er født i Paris. Hun spillede blot en enkelt kamp for dem, før hun i Januar 2019, gjorde uofficiel debut for Canada mod Schweiz. I November 2019 fik hun officiel debut, mod New Zealand ved Yongchuan International Tournament 2019.
I 2020, ved Sommer-OL 2020 i Tokyo, var hun med til at vinde Canadas første OL-guldmedalje i kvindefodbold, efter finalesejr over Sverige.